# Sân bay Barnaul
Sân bay Barnaul (tiếng Nga: Аэропорт Барнаул) (IATA: BAX, ICAO: UNBB) (đôi khi gọi là Barnaul Tây hay Mikhaylovka hoặc Novomikhaylovka) là một sân bay ở vùng Altai, Nga, nằm cách Barnaul 15 km về phía tây. Đây là sân bay hỗn hợp quân sự và dân dụng. Sân bay này có thể phục vụ các loại máy bay cỡ trung bình như Tupolev Tu-154, Tupolev Tu-204, Ilyushin Il-76).

## Các hãng hàng không và các điểm đến
Đến thời điểm tháng 2 năm 2008, các hãng hàng không sau có đường bay tới sân bay Barnaul:
- Aeroflot (Moskva-Sheremetyevo)
- Katekavia (Almaty, Karaganda)
- Moskovia Airlines (Moskva-Domodedovo)
- Rossiya (Irkutsk, St. Peterburg, Vladivostok)
- S7 Airlines (Moskva-Domodedovo)
- Volga-Dnepr Airlines (Tp.Hồ Chí Minh)